# فهرست قنات‌های شهرستان رشتخوار
جدول زیر براساس آمار وزارت جهاد کشاورزی تهیه شده‌است. فهرست زیر قنات‌های شهرستان رشتخوار در استان خراسان رضوی را نشان می‌دهد.
| نام قنات     | موقعیت                    | نزدیک‌ترین روستا | طول قنات (متر) | تعداد میله چاه | عمق مادر چاه | دبی (لیتر بر ثانیه) | سطح زیر کشت (هکتار) |
| ------------ | ------------------------- | --------------- | -------------- | -------------- | ------------ | ------------------- | ------------------- |
| ابراهیم‌آباد  | بخش مرکزی شهرستان رشتخوار | ابراهیم‌آباد     | ۱۰۰۰           | ۵۰             | ۱۸           | ۵                   | ۱۵                  |
| ابینه        | بخش مرکزی شهرستان رشتخوار | نوق             | ۱۰۰۰           | ۱۸             | ۲۵           | ۲۵                  | ۵۳                  |
| ابینه        | بخش مرکزی شهرستان رشتخوار | ابینه           | ۱۳۰۰           | ۲۶             | ۱۲           | ۳۰                  | ۷۵                  |
| احمدآباد     | بخش مرکزی شهرستان رشتخوار | احمدآباد        | ۶۰۰۰           | ۱۲۰۰           | ۸۰           | ۱۵                  | ۴۰                  |
| امین‌آباد     | بخش مرکزی شهرستان رشتخوار | امین‌آباد        | ۴۰۰۰           | ۸۰             | ۳۰           | ۳۵                  | ۶۰                  |
| اندنجرد      | بخش مرکزی شهرستان رشتخوار | اندنجرد         | ۴۰۰۰           | ۸۰             | ۵۰           | ۴۰                  | ۱۰۰                 |
| بدق          | بخش مرکزی شهرستان رشتخوار | فتح‌آباد         | ۷۰۰            | ۱۴             | ۷۰           | ۱۰                  | ۲۵                  |
| براکو        | بخش مرکزی شهرستان رشتخوار | براکوه          | ۱۵۰۰           | ۳۰             | ۳۵           | ۴۰                  | ۸۵                  |
| برموک        | بخش مرکزی شهرستان رشتخوار | فتح‌آباد         | ۵۰۰            | ۰              | ۱۸           | ۵                   | ۱۵                  |
| بیانی        | بخش مرکزی شهرستان رشتخوار | احمدآباد        | ۱۲۰۰           | ۱۸             | ۲۱           | ۱۵                  | ۳۵                  |
| تیروان       | بخش مرکزی شهرستان رشتخوار | احمدآباد        | ۸۰۰            | ۱۸             | ۲۰           | ۲۰                  | ۴۵                  |
| جلگه زاوه    | بخش مرکزی شهرستان رشتخوار | فتح‌آباد         | ۳۰۰۰           | ۰              | ۲۵           | ۱۸                  | ۴۰                  |
| جلگه زاوه    | بخش مرکزی شهرستان رشتخوار | فتح‌آباد         | ۵۰۰            | ۱۰             | ۸۰           | ۱۵                  | ۳۵                  |
| جنت‌آباد      | بخش مرکزی شهرستان رشتخوار | جنت‌آباد         | ۸۰۰۰           | ۳۵۰            | ۸            | ۳۵                  | ۳۰                  |
| جنت‌آباد      | بخش مرکزی شهرستان رشتخوار | جنت‌آباد         | ۷۰۰۰           | ۳۰۰            | ۱۰           | ۳۵                  | ۵۰                  |
| حسین‌آباد     | بخش مرکزی شهرستان رشتخوار | حسین‌آباد        | ۵۰۰۰           | ۱۱۰            | ۵۲           | ۲۵                  | ۵۵                  |
| خانیق        | بخش مرکزی شهرستان رشتخوار | خانیق           | ۱۰۰۰           | ۱۸             | ۱۸           | ۲۲                  | ۴۷                  |
| خر توت       | بخش مرکزی شهرستان رشتخوار | نوق             | ۹۵۰            | ۱۹             | ۲۰           | ۲۵                  | ۴۵                  |
| خوشاب        | بخش مرکزی شهرستان رشتخوار | خوشاب           | ۹۵۰            | ۲۰             | ۲۵           | ۲۰                  | ۴۵                  |
| دربال        | بخش مرکزی شهرستان رشتخوار | احمدآباد        | ۱۰۰۰           | ۲۷             | ۱۸           | ۱۵                  | ۴۰                  |
| درریز        | بخش مرکزی شهرستان رشتخوار | درریز           | ۱۵۰۰           | ۳۰۰            | ۳۰           | ۴۰                  | ۵۰                  |
| درپال سفلی   | بخش مرکزی شهرستان رشتخوار | احمدآباد        | ۷۰۰            | ۰              | ۲۰           | ۱۵                  | ۳۰                  |
| دستجرد       | بخش مرکزی شهرستان رشتخوار | دستجرد          | ۱۲۰۰           | ۲۱             | ۲۰           | ۳۰                  | ۴۵                  |
| زرغری        | بخش مرکزی شهرستان رشتخوار | زرغری           | ۹۰۰۰           | ۱۸۰            | ۸۰           | ۵۰                  | ۱۰۰                 |
| زیدآباد      | بخش مرکزی شهرستان رشتخوار | براکوه          | ۱۵۰۰           | ۳۰             | ۴۰           | ۳۵                  | ۱۵۰                 |
| سرحوضی       | بخش مرکزی شهرستان رشتخوار | نوق             | ۱۰۰۰           | ۲۲             | ۱۸           | ۲۵                  | ۴۳                  |
| سرشور        | بخش مرکزی شهرستان رشتخوار | نوق             | ۱۰۰۰           | ۱۹             | ۱۸           | ۲۰                  | ۴۵                  |
| سرچل         | بخش مرکزی شهرستان رشتخوار | سرچل            | ۱۲۵۰           | ۲۵             | ۲۰           | ۳۰                  | ۵۰                  |
| سعادت‌آباد    | بخش مرکزی شهرستان رشتخوار | سعادت‌آباد       | ۲۰۰۰           | ۴۰             | ۴۵           | ۶۰                  | ۱۵۰                 |
| سعدآباد      | بخش مرکزی شهرستان رشتخوار | سعدآباد         | ۳۰۰۰           | ۲۰۰            | ۱۲           | ۲۰                  | ۱۰                  |
| سلوند        | بخش مرکزی شهرستان رشتخوار | فتح‌آباد         | ۴۰۰            | ۱۲             | ۱۰۰          | ۳۰                  | ۷۰                  |
| شعبه         | بخش مرکزی شهرستان رشتخوار | شعبه            | ۴۰۰۰           | ۲۰۰            | ۲۲           | ۲۵                  | ۳۰                  |
| عامر         | بخش مرکزی شهرستان رشتخوار | محرم‌آباد        | ۱۰۰۰           | ۵۰             | ۱۳           | ۱۵                  | ۲۵                  |
| عشرت‌آباد     | بخش مرکزی شهرستان رشتخوار | عشرت‌آباد        | ۳۰۰۰           | ۶۰             | ۴۵           | ۶۵                  | ۱۴۰                 |
| علی‌آباد      | بخش مرکزی شهرستان رشتخوار | علی‌آباد دامن    | ۵۰۰            | ۱۰             | ۲۰           | ۵۰                  | ۱۵۰                 |
| عمرانی       | بخش مرکزی شهرستان رشتخوار | نوق             | ۹۵۰            | ۱۸             | ۱۹           | ۲۵                  | ۴۸                  |
| فاضل مند     | بخش مرکزی شهرستان رشتخوار | فاضل مند        | ۵۰۰۰           | ۱۳۰            | ۱۴           | ۸                   | ۳۰                  |
| فتح‌آباد      | بخش مرکزی شهرستان رشتخوار | فتح‌آباد         | ۴۰۰۰           | ۸۰             | ۴۰           | ۴۰                  | ۸۰                  |
| فهندر        | بخش مرکزی شهرستان رشتخوار | فتح‌آباد         | ۶۰۰۰           | ۱۲۰            | ۱۱۰          | ۳۰                  | ۶۵                  |
| فیض‌آباد ک    | بخش مرکزی شهرستان رشتخوار | فیض‌آباد ک       | ۲۰۰۰           | ۱۰۰            | ۱۲           | ۱۵                  | ۴۰                  |
| محرم‌آباد     | بخش مرکزی شهرستان رشتخوار | محرم‌آباد        | ۲۰۰۰           | ۱۰۰            | ۷            | ۱۰                  | ۲۵                  |
| مندها        | بخش مرکزی شهرستان رشتخوار | مندها           | ۲۰۰۰           | ۱۲۰            | ۲۵           | ۳۰                  | ۹۰                  |
| مندها سفلی   | بخش مرکزی شهرستان رشتخوار | مندهاسفلی       | ۱۵۰۰           | ۱۱۰            | ۲۵           | ۰                   | ۷۰                  |
| میانه        | بخش مرکزی شهرستان رشتخوار | نوق             | ۸۰۰            | ۱۵             | ۱۸           | ۲۰                  | ۴۵                  |
| نوغاب        | بخش مرکزی شهرستان رشتخوار | نوغاب           | ۴۰۰۰           | ۸۰             | ۵۰           | ۲۰                  | ۴۸                  |
| پاچنار       | بخش مرکزی شهرستان رشتخوار | نوق             | ۸۰۰            | ۱۷             | ۱۹           | ۳۰                  | ۶۵                  |
| پای تیغ      | بخش مرکزی شهرستان رشتخوار | نوق             | ۱۲۰۰           | ۲۵             | ۲۰           | ۲۵                  | ۴۵                  |
| چشمه         | بخش مرکزی شهرستان رشتخوار | نوق             | ۱۲۰۰           | ۲۳             | ۲۲           | ۴۰                  | ۵۵                  |
| کاریز        | بخش مرکزی شهرستان رشتخوار | کاریزچشمه       | ۲۸۰۰           | ۱۵۰            | ۳۰           | ۲۵                  | ۷۵                  |
| کاریزک       | بخش مرکزی شهرستان رشتخوار | رشتخوار         | ۱۲۰۰۰          | ۲۴۰            | ۵۰           | ۳۵                  | ۱۰۰                 |
| کازغند       | بخش مرکزی شهرستان رشتخوار | براکوه          | ۳۵۰۰           | ۷۰             | ۴۳           | ۳۵                  | ۸۵                  |
| کریم‌آباد     | بخش مرکزی شهرستان رشتخوار | کریم‌آباد        | ۴۰۰۰           | ۸۰             | ۱۰۰          | ۲۵                  | ۱۰۰                 |
| کشک‌آباد سفلی | بخش مرکزی شهرستان رشتخوار | فتح‌آباد         | ۱۰۰۰           | ۲۰             | ۷۰           | ۲۵                  | ۵۰                  |
| کشک‌آباد علیا | بخش مرکزی شهرستان رشتخوار | فتح‌آباد         | ۱۰۰۰           | ۲۰             | ۸۰           | ۲۵                  | ۵۰                  |
| کلاته آبگرم  | بخش مرکزی شهرستان رشتخوار | سنگان           | ۲۰۰            | ۵              | ۳۵           | ۲۵                  | ۵۵                  |
| کلاته آهو    | بخش مرکزی شهرستان رشتخوار | سنگان           | ۵۰۰            | ۱۵             | ۲۰           | ۱۰                  | ۳۵                  |
| کلاته ترک    | بخش مرکزی شهرستان رشتخوار | نوق             | ۹۰۰            | ۲۰             | ۱۸           | ۲۰                  | ۴۰                  |
| کلاته جز’    | بخش مرکزی شهرستان رشتخوار | کلاته جز’       | ۱۰۰۰           | ۱۸             | ۱۸           | ۳۰                  | ۶۵                  |
| کلاته سید    | بخش مرکزی شهرستان رشتخوار | سعادت‌آباد       | ۱۲۰۰           | ۲۴             | ۴۰           | ۱۰                  | ۳۵                  |
| کلاته پارسی  | بخش مرکزی شهرستان رشتخوار | ملک‌آباد         | ۵۰۰            | ۰              | ۲۰           | ۱۵                  | ۲۰                  |
| گلپوک        | بخش مرکزی شهرستان رشتخوار | رشتخوار         | ۱۲۰۰۰          | ۲۴۰            | ۲۵           | ۳۰                  | ۱۰۰                 |
| گلچین        | بخش مرکزی شهرستان رشتخوار | گلچین           | ۱۰۰۰           | ۲۳             | ۱۸           | ۳۰                  | ۶۵                  |
| یوسف‌آباد     | بخش مرکزی شهرستان رشتخوار | ابینه           | ۲۵۰۰           | ۰              | ۵۰           | ۱۵                  | ۳۰                  |